# Hòa Tâm
Hòa Tâm là một xã thuộc thị xã Đông Hòa, tỉnh Phú Yên, Việt Nam.

## Địa lý
Xã Hòa Tâm nằm ở phía đông nam thị xã Đông Hòa, có vị trí địa lý:
- Phía đông giáp Biển Đông
- Phía tây giáp xã Hòa Xuân Đông
- Phía nam giáp xã Hòa Xuân Nam
- Phía bắc giáp phường Hòa Hiệp Nam.

Xã Hòa Tâm có diện tích 42,93 km², dân số năm 1999 là 3.071 người, mật độ dân số đạt 72 người/km².
Xã gồm các thôn : Phước Long , Phước Lộc , Phước Giang , Phước Tân

## Lịch sử
Xã Hòa Tâm được thành lập vào ngày 30 tháng 9 năm 1981 trên cơ sở tách thôn Phước Giang thuộc xã Hòa Xuân.
Ngày 16 tháng 5 năm 2005, huyện Tuy Hòa chia tách thành hai huyện Đông Hòa và Tây Hòa. Xã Hòa Tâm thuộc huyện Đông Hòa.
Ngày 1 tháng 6 năm 2020, thành lập thị xã Đông Hòa trên cơ sở toàn bộ diện tích và dân số của huyện Đông Hòa. Xã Hòa Tâm thuộc thị xã Đông Hòa như hiện nay.